# Dalton (månekrater)
 For alternative betydninger, se Dalton. (Se også artikler, som begynder med Dalton)
Dalton er et nedslagskrater på Månen. Det befinder sig på Månens forside nær den vestlige rand. Det er opkaldt efter den britiske kemiker og fysiker John Dalton (1766 – 1844).
Navnet blev officielt tildelt af den Internationale Astronomiske Union (IAU) i 1964. 

## Omgivelser
Daltonkrateret er forbundet med den østlige rand af den bjergomgivne slette Einstein, med Balboakrateret lige mod nord og til Vasco da Gama-krateret stik syd.

## Karakteristika
Kraterranden er ikke særlig eroderet, og de indre vægge falder i terrasser. Kraterbunden har et system af riller, som i almindelighed er koncentriske med kraterets indre væg. Der ligger et lille krater nær den sydlige indre væg og endnu et ved den nordlige side af den lille centrale top.

## Måneatlas
- Billeder af Daltonkrateret i LPI-måneatlasset